# Gentiana triflora
Gentiana triflora är en gentianaväxtart. Gentiana triflora ingår i släktet gentianor, och familjen gentianaväxter.

## Underarter
Arten delas in i följande underarter:
- G. t. japonica
- G. t. triflora